# Orange (fleuve)
 (juillet 2024).
Si vous disposez d'ouvrages ou d'articles de référence ou si vous connaissez des sites web de qualité traitant du thème abordé ici, merci de compléter l'article en donnant les références utiles à sa vérifiabilité et en les liant à la section « Notes et références ».
Pour les articles homonymes, voir Orange.
L'Orange, long de 2 160 kilomètres, est le plus long fleuve d'Afrique du Sud.

## Géographie

### Source
Le fleuve prend sa source dans les montagnes du Drakensberg, dans le Lesotho.

### Parcours
Il longe la frontière entre l'Afrique du Sud et le Lesotho, à environ 193 km à l'ouest de l'océan Indien et à une altitude de plus de 3 000 m. Situé alors au Lesotho, le fleuve est connu sous le nom de Senqu, et certaines parties du fleuve gèlent en hiver en raison de son altitude élevée. Cela crée des sécheresses en aval, affectant essentiellement l'élevage des chèvres et des bovins.
Le fleuve poursuit son chemin vers l'ouest, traversant l'Afrique du Sud et formant la limite sud-ouest de la province de l'État libre. Dans cette section, il rejoint d'abord le barrage de Gariep (Gariep Dam), le plus grand du pays, et, plus loin, le barrage de Vanderkloof (Vanderkloof Dam). De la frontière du Lesotho au barrage Vanderkloof situé au-dessous, le lit du fleuve est profondément incisé. Plus en aval, les terres sont plus plates, et le fleuve est en grande partie utilisé pour l'irrigation.
Au point ouest de l'État libre, au sud-ouest de Kimberley, le fleuve Orange rencontre son principal affluent, le Vaal, qui lui-même constitue une grande partie de la frontière nord de la province. À partir de cet endroit, le fleuve poursuit son cours vers l'ouest, traversant le désert aride de la région sud du Kalahari et le Namaqualand, situé dans la province du Cap-Nord, pour finalement rejoindre la Namibie au 20e degré de longitude est. Ensuite, il se dirige vers l'ouest sur 550 km, formant la frontière internationale entre la province et la région du ǁKaras faisant partie de la Namibie. À la frontière, le fleuve passe dans la ville de Vioolsdrif, principal poste-frontière entre l'Afrique du Sud et la Namibie.
Sur les derniers 800 km de son parcours, le fleuve Orange est rejoint par de nombreux cours d'eau intermittents et plusieurs grands oueds. C'est à cet endroit, sur la rive nord du fleuve, que le désert du Namib se termine, et par conséquent, dans des circonstances normales, le volume d'eau ajoutée par ces affluents est négligeable. Ici, le lit du fleuve est de nouveau profondément incisé. Les chutes d'Augrabies se situent dans cette partie du fleuve, où ce dernier descend de 122 m sur un parcours de 26 km.

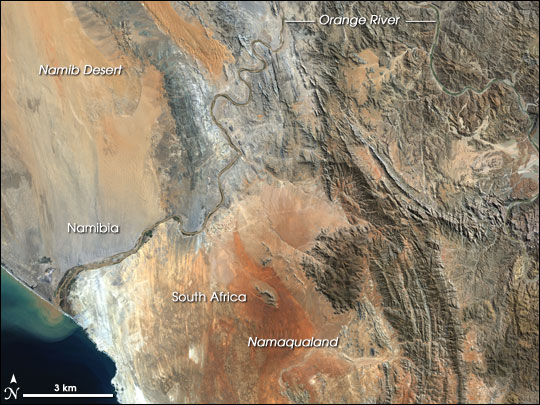
Cette image montre les 100 derniers kilomètres du fleuve Orange. Dans cette dernière partie, les dépôts de gravier dans le fleuve et le long des rives sont riches en diamants, et plusieurs mines de diamants opèrent le long de cette étendue.

Le fleuve Orange se jette dans l'océan Atlantique à Alexander Bay, qui se trouve environ à mi-chemin entre Le Cap et Walvis Bay. À partir de son embouchure, il est complètement obstrué sur 133 km par des rapides et des bancs de sable et il est généralement impossible de naviguer sur de longues étendues.
La longueur totale du fleuve est de 2 200 km.

### Bassin versant et précipitations

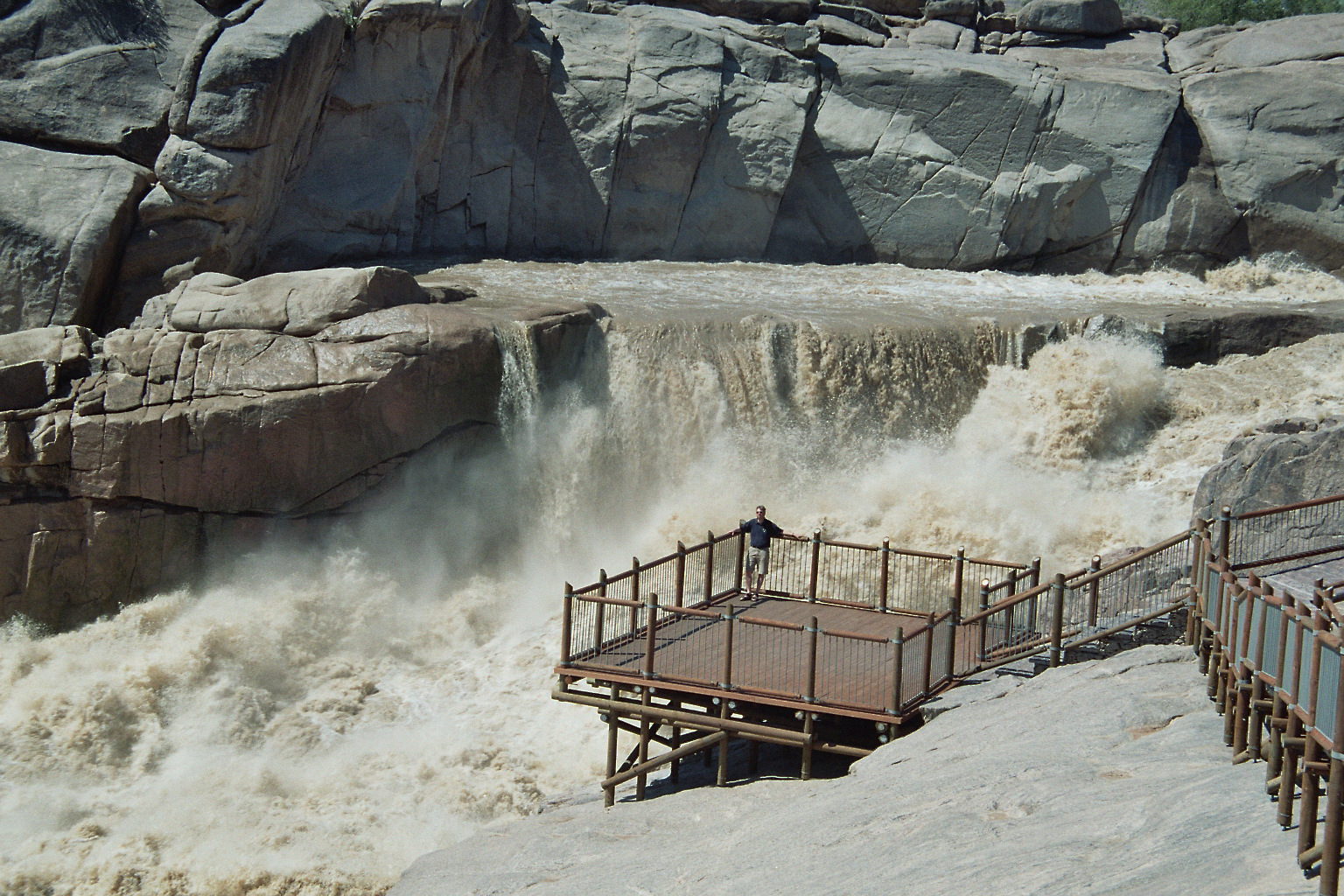
Les chutes d'Augrabies en plein débit.

Durant les mois secs d'hiver, le volume d'eau du fleuve est considérablement réduit en raison d'un flux et d'une évaporation rapides. À la source du fleuve Orange, les précipitations sont d'environ 2 000 mm par an, mais ces dernières deviennent moins importantes au fur et à mesure que le fleuve coule vers l'ouest ; à l'embouchure, la pluviométrie est inférieure à 50 mm par an. D'autre part, plus on va vers l'ouest, plus les facteurs favorisant l'évaporation ont tendance à augmenter. Cependant, pendant la saison des pluies (été), le fleuve Orange se transforme en un impétueux torrent marron. L'énorme masse de sédiments transportés constitue à long terme une menace pour les projets d'ingénierie relatifs au fleuve.
La majorité du bassin versant du fleuve Orange (le Vaal y compris) s'étend en Afrique du Sud, sur plus de 973 000 km2, soit l'équivalent d'environ 77 % de la superficie de ce pays (1 219 912 km2). Environ 366 000 km2 (38 %) sont cependant situés à l'extérieur du pays, dans le Lesotho, le Botswana et la Namibie.

## Histoire

### Toponymie
Les habitants pré-coloniaux appelaient la rivière Gariep'. Elle fut dénommée « Orange » par Robert Jacob Gordon, commandant de la garnison de la Compagnie néerlandaise des Indes orientales du Cap, lors d'un voyage à l'intérieur des terres en 1779. Gordon baptisa le fleuve en l'honneur de Guillaume V de la Maison d'Orange-Nassau. Une croyance incorrecte veut que le fleuve ait été nommé d'après la couleur orange de ses eaux, différente de celles de son affluent le Vaal (vaal signifiant « clair » ou « gris » en afrikaans)[réf. nécessaire]. Depuis la fin de l'apartheid, le nom « Gariep » est de nouveau régulièrement utilisé dans les communications officielles en Afrique du Sud, bien que « Orange » soit internationalement utilisé. Au Lesotho, où se trouve la source du fleuve, il est connu sous le nom de rivière Senqu.

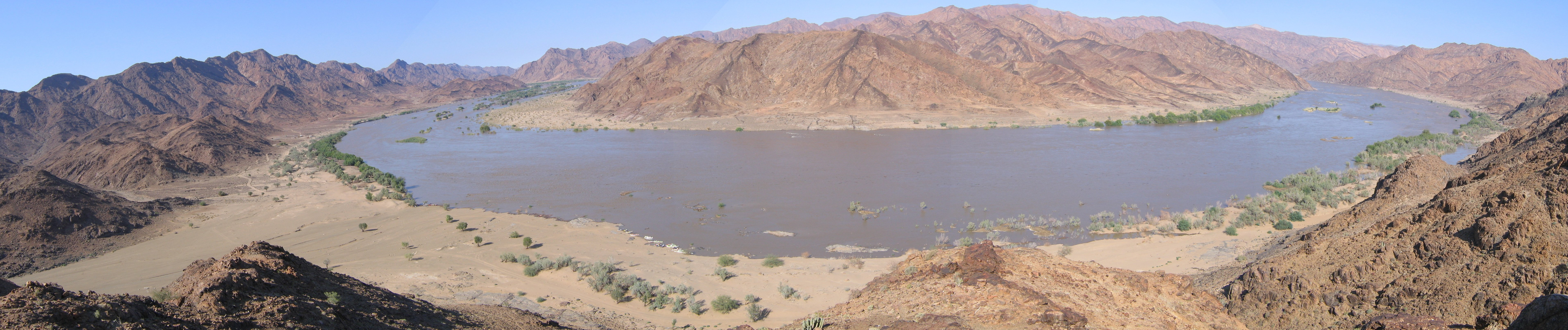
Panorama du fleuve Orange, formant la frontière entre l'Afrique du Sud et la Namibie (photo de 2006).

### Renommage du fleuve
L'Eastern Cape Geographical Names Committee (comité des noms géographiques du Cap-Oriental) a annoncé son intention d'envisager un changement de nom pour la partie du fleuve constituant la frontière entre le Cap-Oriental et l'État libre, avançant les noms de IGqili et de Senqu. Dans le journal Aliwal Weekblad, l'annonce stipule que le « nom actuel est perçu comme ayant un lien fort avec l'histoire de la domination coloniale et n'a donc pas sa place dans le cadre du système démocratique actuel ».

## Économie

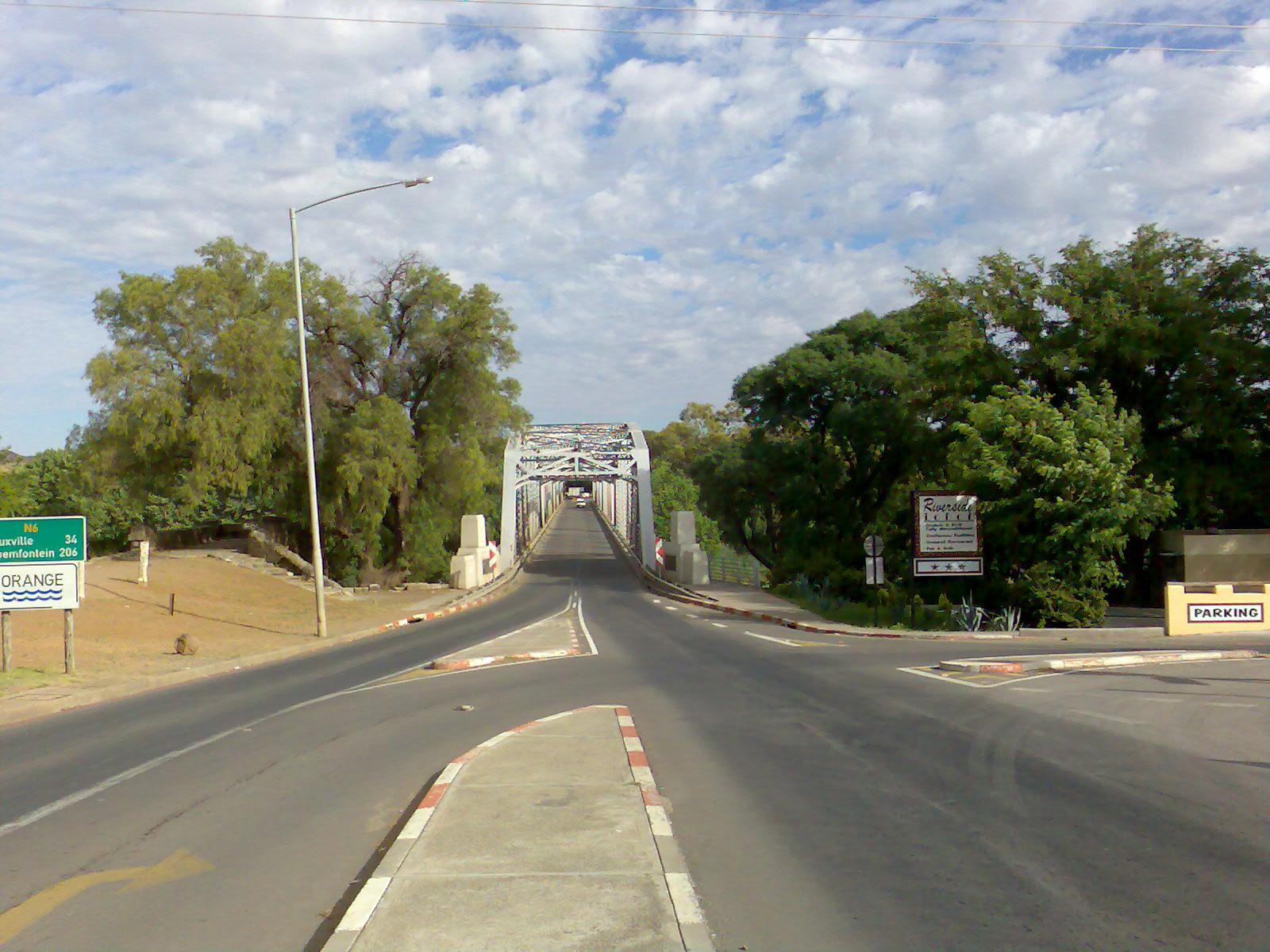
Le General Hertzog Bridge sur le fleuve Orange à Aliwal North, à la frontière sud-ouest avec l'État libre. À gauche, les ruines du Frere Bridge.

Étant le point de collecte de la plus grande partie des eaux d'Afrique du Sud, le fleuve Orange joue un rôle majeur dans le soutien de l'agriculture, de l'industrie et des mines. Pour leur venir en aide, deux vastes projets d'eau ont été créés, l'Orange River Project et le Lesotho Highlands Water Project. Historiquement, le fleuve a joué un rôle important dans la ruée vers les diamants (en) en Afrique du Sud, les premiers diamants dans le pays ayant été découverts dans les dépôts alluviaux de ce même fleuve.
Aujourd'hui, plusieurs mines de diamants commerciales opèrent le long de la dernière ligne droite du fleuve Orange et autour de son embouchure. Enfin, en raison de l'absence d'animaux dangereux et du niveau d'eau élevé pendant l'été, le fleuve est utilisé pour le canoë-kayak et le rafting de plaisance. Le rafting sur le fleuve Orange est devenu très populaire et de nombreuses entreprises utilisent leurs camps installés le long du fleuve et dirigent les opérations depuis cet endroit. Les voyages les plus populaires sont des croisières fluviales de quatre et six jours qui ont lieu soit le long de la gorge située en dessous des chutes d'Augrabies ou le long de la région de Richtersveld.

### L'Orange River Project
L'Orange River Project (ORP) a été l'un des projets de ce genre les plus importants et les plus imaginatifs en Afrique du Sud. Il a été élaboré par le gouvernement de Hendrik Verwoerd en plein apartheid. L'ORP a été construit pour utiliser l'eau non utilisée du fleuve Orange qui, à l'exception du Vaal, représente environ 14,1 % de l'écoulement total en Afrique du Sud, et pour satisfaire une demande en eau croissante. Les principaux objectifs du projet étaient :
- stabiliser le débit du fleuve ;
- générer et transmettre l'énergie hydroélectrique ;
- fournir une alimentation en eau potable fiable pour les utilisateurs dans le bassin du fleuve Orange ;
- donner un nouveau souffle de vie dans les zones déficitaires en eau dans la province du Cap-Oriental, comme dans les vallées de la Great Fish River et de la Sundays River.

Le barrage de Gariep, situé près de Colesberg et connu sous le nom de barrage d'Hendrik Verwoerd lors de sa construction, constitue la principale structure de stockage du fleuve Orange. À partir de ce point, l'eau suit deux directions : l'une vers l'ouest, le long du fleuve Orange (via des générateurs de centrales hydro-électriques) pour rejoindre le barrage de Vanderkloof, autrefois appelé barrage de PK le Roux, et l'autre vers le sud, traversant le tunnel d'Orange–Fish River jusqu'au Cap-Oriental.

#### Hydro-électricité

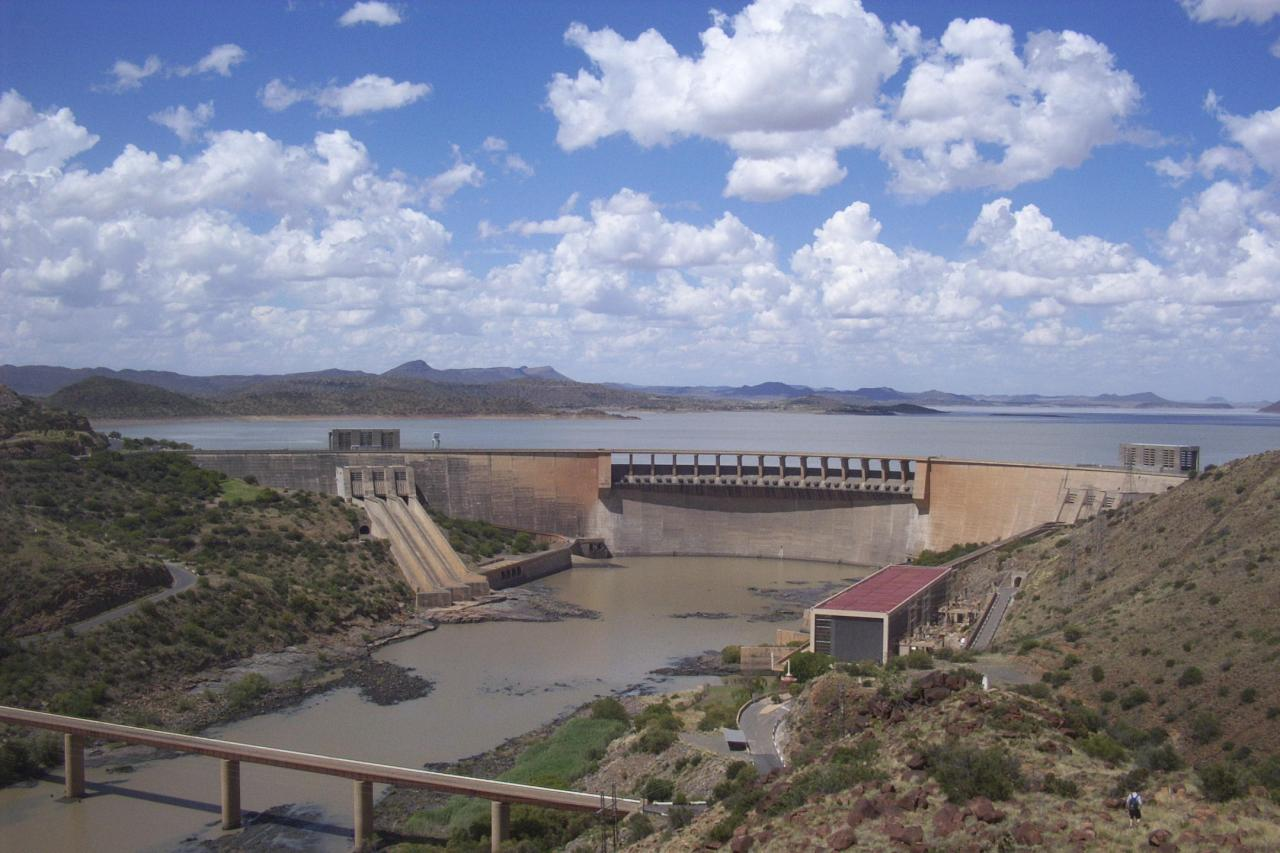
Le barrage de Gariep sur le fleuve Orange est le plus grand barrage d'Afrique du Sud, et était un élément clé dans l'Orange River Project.

Eskom s'occupe du fonctionnement des centrales hydro-électriques du barrage de Gariep mais aussi du barrage de Vanderkloof. La centrale hydro-électrique du barrage de Vanderkloof était la première centrale en Afrique du Sud à produire de l'électricité entièrement sous terre. Les villes d'Oviston (en) et d'Oranjekrag (en) ont été créées pour faciliter la construction et l'exploitation de la nouvelle infrastructure.

#### Irrigation

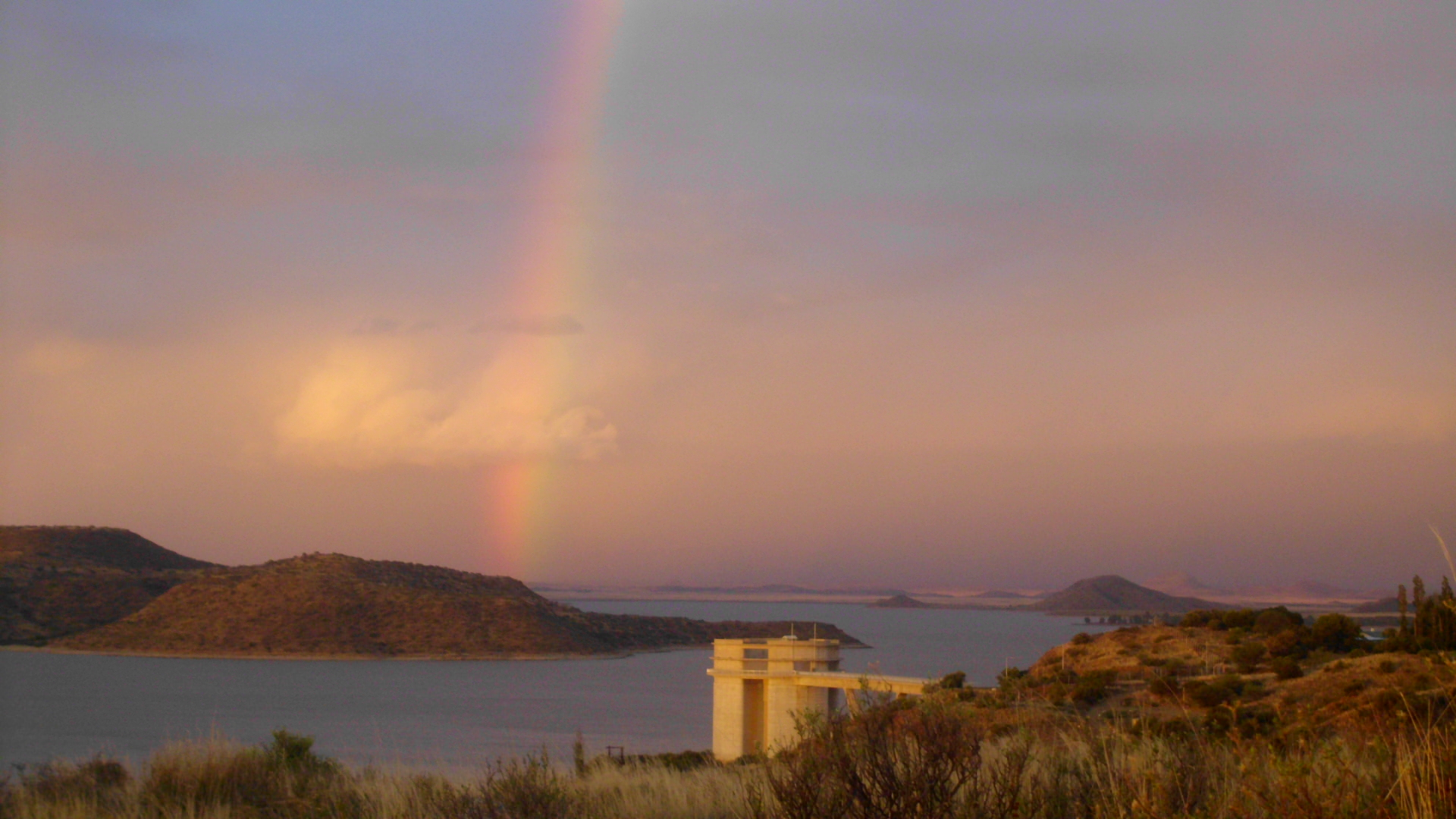
Vue sur la partie est du barrage, avec l'arrivée d'eau à.

Dans la vaste zone située en aval du barrage de Vanderkloof, l'irrigation a été rendue possible grâce à la construction des barrages de Gariep et de Vanderkloof ; ils ont en effet permis de transformer des milliers d'hectares de plaines arides en terres agricoles très productives. D'anciens systèmes d'irrigation établis comme ceux de Buchuberg, Upington, Kakamas et Vioolsdrif en ont également bénéficié car la régulation du flux est désormais possible.
Au cours de ces dernières années, les domaines viticoles situés le long du fleuve Orange ont également pris de l'importance.

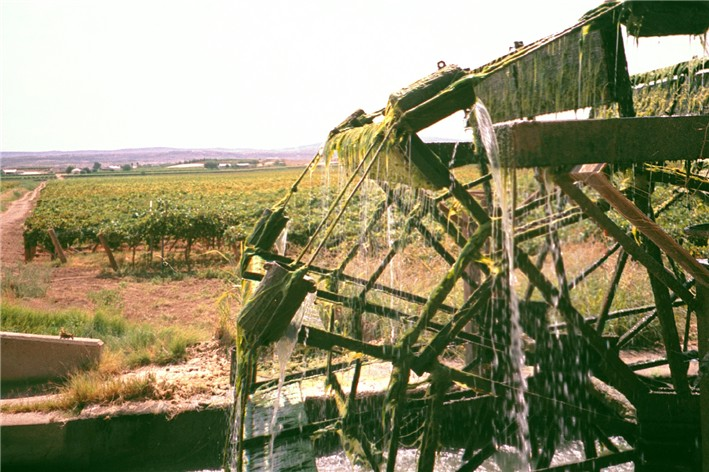
Un vignoble sur le fleuve Orange.

Dans le Cap-Oriental, l'irrigation a également reçu un énorme coup de pouce, non seulement grâce à l'eau supplémentaire mise à disposition, mais aussi grâce à l'amélioration de la qualité de l'eau. Sans cette amélioration, les producteurs de citrus le long du fleuve Lower Sundays (Lower Sundays River) auraient presque sans doute continué à subir des pertes en productivité.

### Lesotho Highlands Water Project

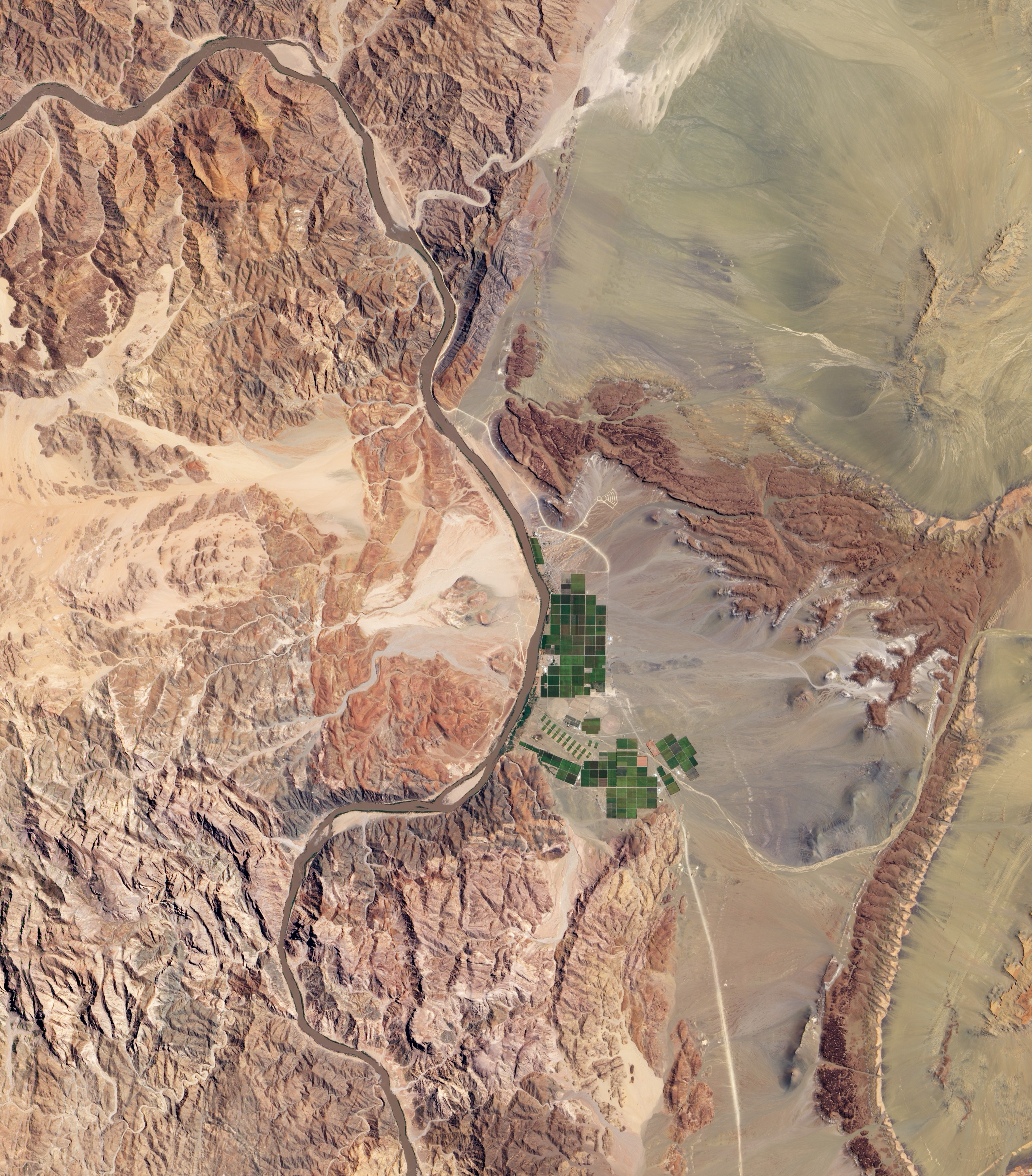
Différents projets d'irrigation le long du fleuve.

Le Lesotho Highlands Water Project est un projet conçu pour compléter l'approvisionnement en eau du Vaal (Vaal River System). L'eau est acheminée en Afrique du Sud par le biais d'un tunnel appelé Delivery Tunnel, qui traverse d'abord la Caledon (Caledon River), située en dessous de la frontière du Lesotho en Afrique du Sud, puis la Little Caledon River, au sud de Clarens dans l'État libre, pour finalement se déverser dans la rivière As (Ash River), située à environ 30 km en allant vers le nord. Le projet est devenu rentable quand la demande en eau dans le Gauteng atteignit un niveau ne pouvant plus être pris en charge sur le plan économique par des projets alternatifs tel que celui du pompage-turbinage Tugela-Vaal, qui utilisa le barrage de Sterkfontein, situé près de Harrismith dans l'État libre,.

### Diamants alluviaux
En 1867, le premier diamant découvert en Afrique du Sud, le diamant Eureka (en), fut trouvé près de Hopetown, dans le fleuve Orange. Deux ans plus tard, un diamant beaucoup plus gros, connu sous le nom de Star of South Africa (en), fut découvert dans la même zone, provoquant une ruée vers le diamant. Cette dernière fut bientôt éclipsée par la ruée vers le diamant des mines en 1871, provenant directement de la kimberlite de Kimberley, même si des diamants alluviaux continuaient d'être découverts dans le fleuve Orange. Aujourd'hui, plusieurs mines de diamants commerciales fonctionnent sur le dernier tronçon du fleuve, ainsi que sur les plages autour de son embouchure. Les mines de diamants opèrent également sur la partie centrale du fleuve.

### Rafting et canoë-kayak

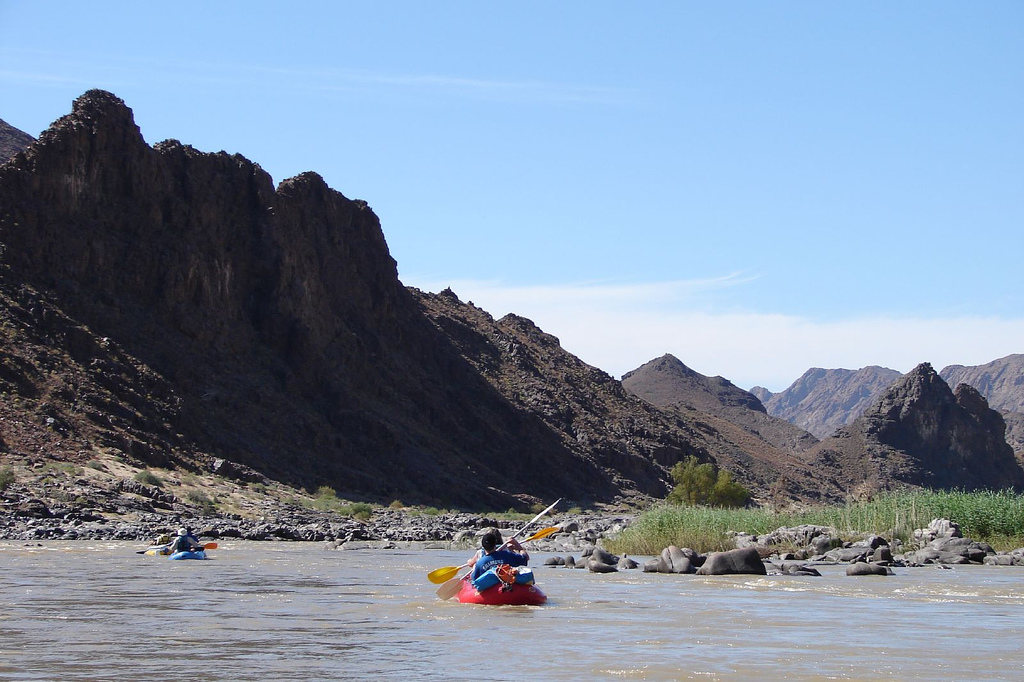
Le rafting sur le fleuve Orange est une activité touristique populaire.

Pendant les mois tempérés de mars et avril, grâce à l'abondance des pluies et à l'ouverture des vannes de barrages, un canoéiste peut facilement parcourir 30 km par jour. Le cours inférieur du fleuve est plus fréquenté en raison de la topographie spectaculaire. Des excursions commerciales sont disponibles et ces expéditions partent de la ville frontalière de Vioolsdrif.

## Espèces sauvages

### Espèces de poissons
Le fleuve Orange montre une relative pénurie concernant la diversité des espèces. Une enquête de 2011 indique que parmi 13 762 poissons trouvés, on comptait seulement 16 espèces de poissons différentes. Trois d'entre elles, la carpe commune, le Tilapia du Mozambique et la gambusie, font partie des espèces envahissantes. En amont du fleuve, dans le Lesotho, se trouve une autre espèce exotique, la truite arc-en-ciel.
Sept espèces sont endémiques au régime du fleuve Vaal-Orange :
- Austroglanis sclateri (en)
- Pseudobarbus quathalambe
- Barbus Hospes
- Mesobola brevianalis
- Labeobarbus aeneus (en)
- Labeobarbus kimberlyensis (en)
- Labeo capensis (en)

### Animaux plus gros

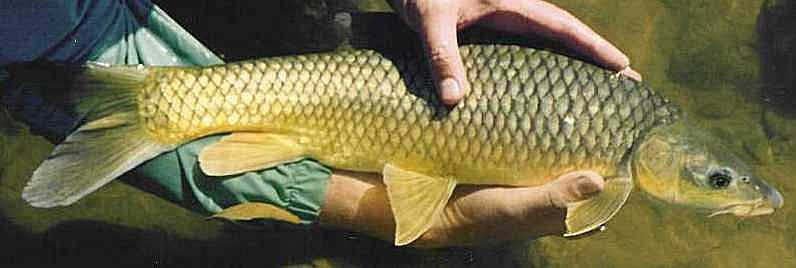
Le est un poisson de pêche sportive endémique au régime du fleuve Orange-Vaal.

Le fleuve Orange ne contient pas de gros animaux. Il se situe au-delà de la zone dans laquelle se trouve le crocodile du Nil, et bien que l'hippopotame amphibie fût autrefois abondant, il fut chassé et exterminé dans les années 1800.